# Blauschwanz-Smaragdkolibri
Der Blauschwanz-Smaragdkolibri (Chlorostilbon mellisugus), auch kurz Smaragdkolibri genannt, ist eine Vogelart aus der Familie der Kolibris (Trochilidae), die auf den Niederländischen Antillen, auf Trinidad, in Venezuela, Guyana, Suriname, Französisch-Guayana, Brasilien, Kolumbien, Ecuador, Peru und Bolivien verbreitet ist. Der Bestand wird von der IUCN als nicht gefährdet (Least Concern) eingeschätzt.

## Merkmale
Der männliche Blauschwanz-Smaragdkolibri erreicht eine Körperlänge von etwa 7,5 bis 9,5 cm, der weibliche von etwa 6,5 bis 7,5 cm bei einem Gewicht 2,3 bis 3,5 g. Das Männchen hat einen kurzen geraden schwarzen Schnabel, der 1,3 bis 1,8 cm lang sein kann. Der vordere Oberkopf und der Oberkopf schimmern goldengrün, die Oberseite bronzegrün. Die Unterseite glitzert smaragdgrün, wobei die Brust stärker glitzert als der Rest. An den Oberschenkeln hat er weiße Büschel. Der Schwanz ist stahlblau. Die Gabelung des Schwanzes variiert zwischen den Unterarten. Das Weibchen hat einen schwarzen Schnabel. Der vordere Oberkopf und der Oberkopf sind bronzegrün. Über dem Ohrdecken findet sich ein schwarzes Band das von einem hellen grauen Augenstreif begrenzt ist. Der Rest der Oberseite ist metallisch grasgrün. Die Unterseite ist blass grau. De Schwanz ist hauptsächlich blauschwarz mit weißlich grauen Spitzen. Jungtiere ähneln den erwachsenen Weibchen, doch haben sie einen matteren olivegrünen Oberkopf, einen kürzeren Augstreif, eine gelbbraune Unterseite mit weißer Kloacke und weißen Fransen an den Füßen.

## Verhalten und Ernährung
Der Blauschwanz-Smaragdkolibri bezieht seinen Nektar relativ bodennah von Blüten der Gattungen Hibiskus, Wandelröschen, Cannaceae und der Art Sesam. Gelegentlich holt er sich den Nektar, indem er die Blütenblätter von Lippenblütler anpickt oder er stiehlt ihn aus den Löchern in Blumen mit langen Kronen. Weitere Pflanzen, die er anfliegt sind Opuntia wentiana, Odontoglossum bictoniense, Epidendrum brassavolae, Tamarindus indica, Beureria succulenta, Acacia tortuosa, Cordia sebestena, Hibiscus rosasinensis, Poinciana regia, Leonotis nepetaefolia und Bougainvillea spectabilis. Außerdem ernährt er sich von Honigtau von Deckelschildläusen, die sich auf Mimosa bracaatinga befinden. Als Trapliner fliegt er regelmäßig in rascher Folge ganz bestimmte verstreute Blüten an. Gelegentlich sieht man ihn an blühenden Bäumen mit meist größeren Kolibris zusammen sammeln. Insekten jagt er im Flug. Bei einer Studie im Nordosten Venezuelas wurde festgestellt, dass sich in 86 % der Proben Webspinnen, Käfern, Zweiflügler und Hautflügler und in 50 % der Proben Nektar im Mageninhalt befand. Das Futter holt er sich in den unteren bis mittleren Straten in Höhen um 1 bis 6 Meter über dem Boden. Wenn die Orangenbäume blühen scheint er auch in den Baumkronen unterwegs sein.

## Brut

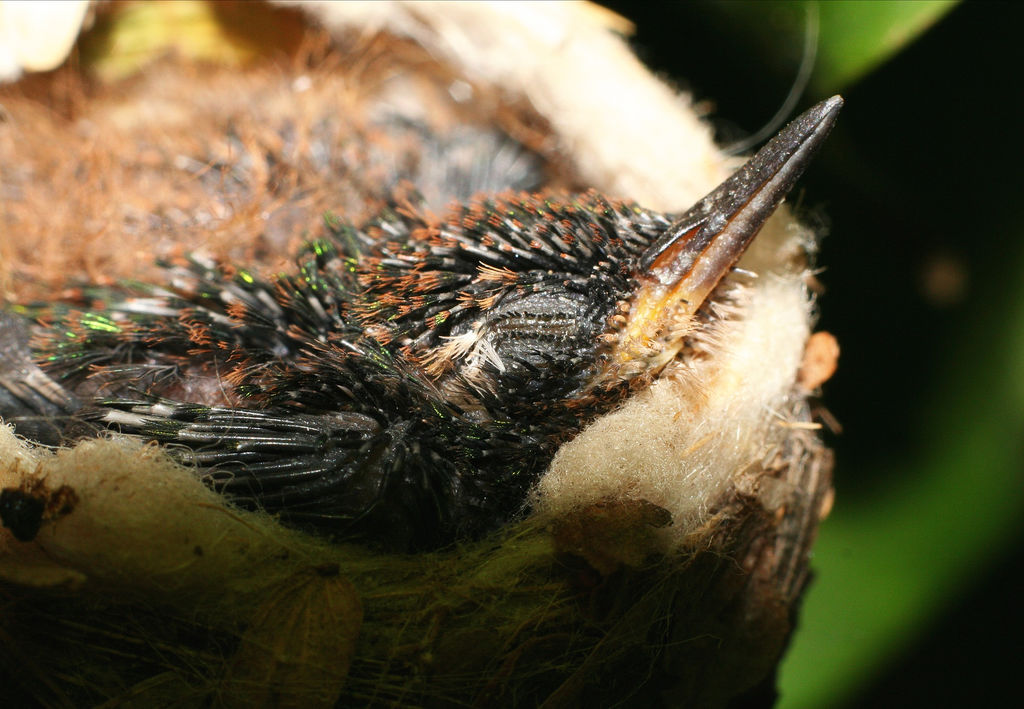
Küken des Blaukehl-Breitschnabelkolibris

Die Brutsaison des Blauschwanz-Smaragdkolibris ist im nördlichen zentralen Venezuela von Januar bis Juni, im August, September, November und Dezember, meist in der späten feuchten bis zur frühen trockenen Saison. Auf Trinidad wurde er im Mai in Brutstimmung beobachtet. Auf den Niederländischen Antillen wurden fast das ganze Jahr Nester mit Eiern entdeckt. Das Nest, ein kelchförmiges Gebilde mit ca. 3 cm Durchmesser und 2,5 cm Tiefe, wird in dichtem Gestrüpp tiefen Sekundärwald ca. 0,8 bis 0,9 Meter über dem Boden angebracht. Das sind meist schräge Zweige von z. B. Fleischmannia microstemon. Das Nest befestigt er mit Spinnweben, legt es mit Pflanzenmaterial aus und verziert die Außenseite mit kleinen Rindenstücken. Ein Gelege besteht aus zwei Eiern. Ein Ei wiegt ca. 0,4 Gramm bei einer Größe von 11,4 bis 12 mal 7,4 bis 7,5 mm. Die Brutzeit dauert zwischen 13 und 19 Tagen und die Eier werden ausschließlich vom Weibchen bebrütet. Die Küken sind dunkel grau mit zwei dunklen Rückenstreifen und wiegen ca.  0,2 Gramm kurz nach dem Schlüpfen. Mit ca. 20 Tagen werden die Nestlinge flügge. Die erste Brut erfolgt im zweiten Lebensjahr des Blauschwanz-Smaragdkolibris.

## Lautäußerungen
Der Gesang des Blauschwanz-Smaragdkolibris besteht aus einer fortfahrenden Reihe dezenter Kratz- und Keuchlaute in einer Frequenz von drei bis vier Tönen pro Sekunde. Rückrufe mit schnellem Geschnatter wurden bei Aufnahmen mit einer Fallenkamera beobachtet, die mit einigen Einleitungstönen begannen. Die Laute beinhalten weiche tsip, pit und tschup-Töne.

## Verbreitung und Lebensraum

Verbreitungsgebiet des Blaukehl-Breitschnabelkolibris

Der Blaukehl-Breitschnabelkolibri bevorzugt Habitat mit Xerophyten, wie Savannen, Cerrado, Anbaugebieten, Plantagen, Stadtgärten, Feldern, Heckenlandschaften, großen Lichtungen mit Terra-Firme-Wald  und Waldränder mit laubabwerfenden Bäumen. Meist ist er in Höhenlagen unter 1200 Meter in Peru, und unter 1850 Meter in Venezuela unterwegs.

## Migration
Der Blauschwanz-Smaragdkolibri gilt als Standvogel, der als Strichvogel gelegentlich lokal wandert. in Sucre wurde beobachtet, dass er in der Regenzeit von Mai bis Oktober in Dornenwald zog, doch andernorts scheint er nicht weiter zu ziehen.

## Unterarten
Es sind sieben Unterarten bekannt:
- Chlorostilbon mellisugus caribaeus Lawrence, 1871[3] kommt im Nordosten Venezuelas, auf Trinidad und den Niederländischen Antillen vor. Das Männchen dieser Unterart wenig blaue Tönung an der Kehle.[1]
- Chlorostilbon mellisugus duidae Zimmer, JT & Phelps, 1952[4] kommt am Berg Duida im Südosten Venezuelas vor. Das Männchen dieser Unterart hat einen bronzeorangen Kopf und rötlich kupferne Oberseite.[1]
- Chlorostilbon mellisugus subfurcatus von Berlepsch, 1887[5] ist im Süden Venezuelas, in Guyana, und in der Region Rio Branco im Nordwesten  Brasiliens verbreitet. Das Männchen dieser Subspezies wirkt an der Kehle und den Oberschwanzdecken eher blaugrün, hat aber im Gegensatz zu C. m. caribaeus einen goldengrünen Oberkopf.[1]
- Chlorostilbon mellisugus mellisugus (Linnaeus, 1758)[6] ist in Suriname, Französisch-Guayana und im Nordosten Brasiliens verbreitet.
- Chlorostilbon mellisugus phoeopygus (Tschudi, 1844)[7] ist am oberen Amazonas verbreitet. Die Unterart hat einen stärker gegabelten Schwanz als die Nominatform.[1]
- Chlorostilbon mellisugus napensis Gould, 1861[8] kommt im Nordosten Perus vor. Das Blau der Brust ist weniger, wenn nicht sogar auf den Kehlbereich beschränkt. Insgesamt ist er etwas kleiner.[8]
- Chlorostilbon mellisugus peruanus Gould, 1861[8] ist im Südosten Perus und dem Osten Boliviens verbreitet. Der Oberkopf, die Kehle und die Unterseite des Männchens glitzert orangegrün.[8]

Prasitis vitticeps Simon, 1910 wird heute als Synonym für C. m. napensis, Chlorostilbon caribaeus nanus von Berlepsch & Hartert, 1902 als Synonym für C. m. caribaeus betrachtet.

## Etymologie und Forschungsgeschichte
Die Erstbeschreibung des Blauschwanz-Smaragdkolibris erfolgte 1758 durch Carl von Linné unter dem wissenschaftlichen Namen Trochilus mellisugus. Das Typusexemplar stammte von den Westindischen Inseln. 1853 führte John Gould die neue Gattung Chlorostilbon ein. »Chlorostilbon« setzt sich aus den griechischen Worten »chlōros χλωρός« für »grün« und »stilbōn στίλβων« für »scheinend« zusammen. Die Griechen gaben dem Merkur den Beinamen Stilbōn was auf das Verb »stilb« für »blinken« zurückzuführen ist. Der Artname »mellisugus« stammt von den griechischen Wort »meli, melitos μελι, μελιτος« für »Honig« und dem lateinischen »sugere« für »saugen« ab. »Caribaeus« bezieht sich auf die Karibik, da das Typusexemplar aus Curaçao stammte. »Duidae« bezieht sich auf den Fundort, den Berg Duida, »peruanus« auf das Land Peru, »napensis« auf den Río Napo. »Subfurcatus« ist ein lateinisches Wortgebilde aus »sub« für »etwas, ein wenig« und »furcatus, furca« für »gegabelt, Gabel«. »Phoeopygus« bildet sich aus »phaios φαιος« für »dunkel, düster« und »-pygos,  pygē -πυγος, πυγη« für »-steißig, Steiß, Bürzel«. »Vitticeps« ist ein lateinisches Wortgebilde aus »vitta« für »Band, Streifen« und »-ceps, caput, capiti« für »gekrönt, Kopf«. »Nanus« ist das lateinische Wort für »Zwerg«, ein Wort, das auch vom griechischen »nanos νανος« für »Zwerg« abgeleitet werden kann.